# Paul Jacobi (Marineoffizier)
Paul Jacobi (* 14. Juli 1878 in Posen; † vermutlich in der Nacht vom 12. Februar auf den 13. Februar 1915) war ein deutscher Korvettenkapitän der Kaiserlichen Marine.

## Leben
Paul Jacobi trat im April 1897 in die Kaiserliche Marine ein und erhielt seine Ausbildung auf den Schulschiffen Stein und Moltke. Von 1901 bis 1903 war er als Leutnant zur See Wachoffizier auf unterschiedlichen Torpedobooten, u. a. auf S 104, kam dann für zwei Jahre als Navigationsoffizier auf die Seeadler, welche in Ostasien operierte. 1905 kam er, zurück in Deutschland, erneut zur Torpedowaffe und wurde Kommandant von S 126. Es folgte von 1907 für zwei Jahre sein Einsatz in Tsingtau als Kommandant von S 90. Anschließend kam er dann 1909 in den Admiralstab der Marine.
Von Oktober 1911 bis Oktober 1914 war er Chef der 8. Torpedoboots-Halbflottille bzw. der 8. Reserve-Halbflottille und zusätzlich Führer der 2. Kompanie der II. Torpedodivision. Bei einer Nachtübung 1913 wurde S 178, auf welchem er die Übung verbrachte, von der Yorck gerammt und versenkt. Nur 15 Besatzungsmitglieder, unter ihnen Jacobi, konnten gerettet werden. Am 22. März 1914 war er zum Korvettenkapitän befördert worden. Anschließend war er bis zu seinem Tod Chef der neu aufgestellten 17. Torpedoboots-Halbflottille, welche aus den Booten V 25, V 26, V 27, S 31 und S 32 bestand. In der Unterstellung unter die Hochseeflotte führte seine Halbflottille u. a. Vorstöße gegen Hartlepool, Scarborough und Whitby durch.
Jacobi kam vermutlich in der Nacht vom 12. Februar 1915 auf den 13. Februar 1915 an Bord von V 25 bei der Amrumbank ums Leben. Die 17. Torpedoboots-Flottille war zum Schutz einer Minensuchdivision eingesetzt worden. Das Boot lief wahrscheinlich auf eine englische Mine und versank. Keiner der Besatzung überlebt den Untergang des Bootes.
Die Kriegsmarine benannte ihren Zerstörer Z 5 Paul Jacobi nach ihm.